# Khoo Teck Puat

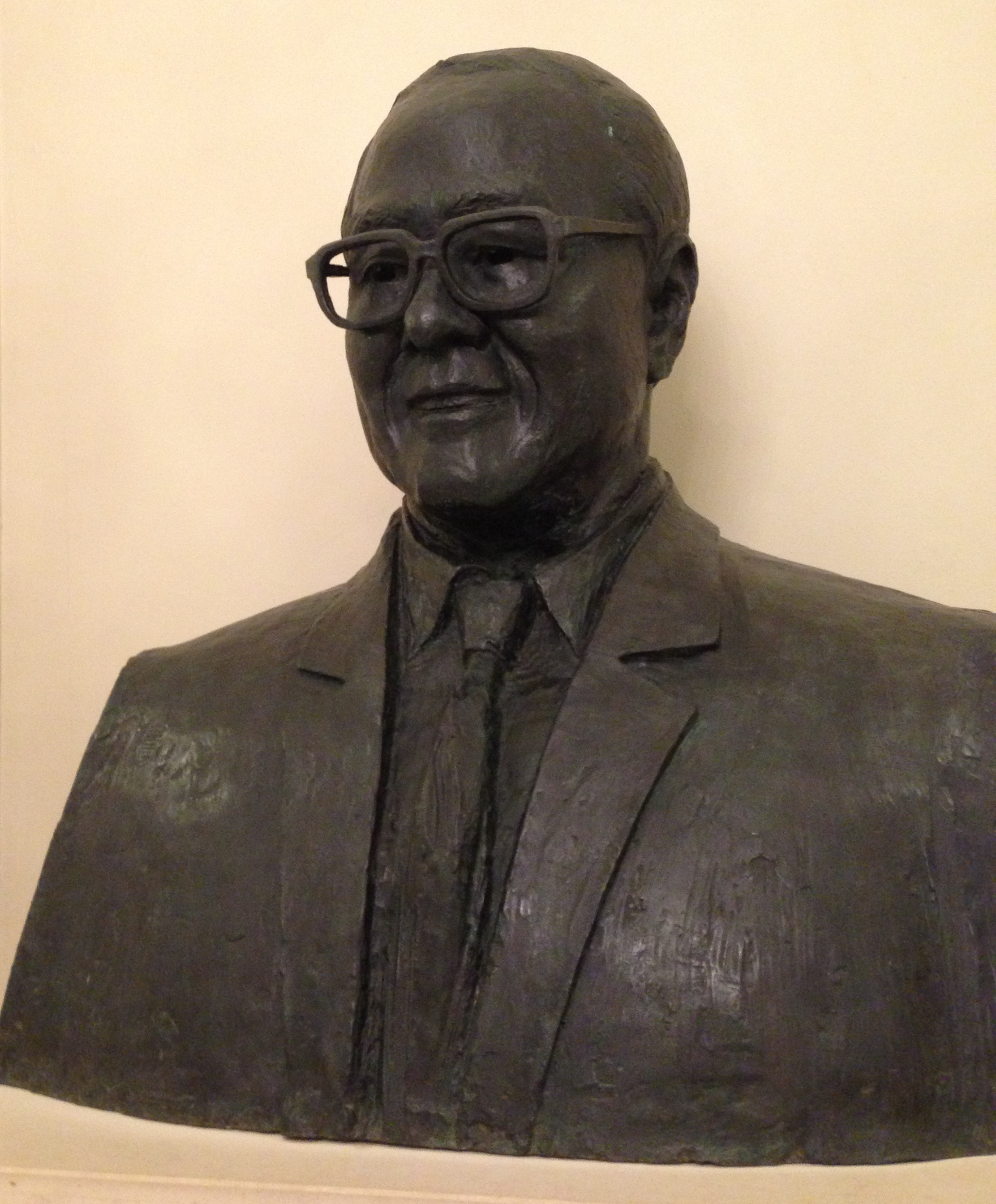
Büste Khoos

Khoo Teck Puat (* 13. Januar 1917; †  21. Februar 2004) war ein singapurischer Unternehmer und Bankier.

## Leben
Khoo besuchte die Saint Joseph’s Institution in Singapur. Er gründete die malaysische Maybank. Eine feindliche Übernahme der britischen Standard Chartered Bank durch die Lloyds Bank verhinderte er 1986 gemeinsam mit dem chinesischen Bankier Yue-Kong Pao und dem australischen Unternehmer Robert Holmes à Court. Nach Angaben des US-amerikanischen Forbes Magazine gehörte Khoo vor seinem Tod zu den reichsten Personen in Singapur. Er war verheiratet, wohnte in Singapur und hatte mehrere Kinder. Er starb an einem Herzinfarkt.